# Nguyễn Phiên
Nguyễn Phiên (1814-1849) là một tiến sĩ Nho học, quan lại triều Nguyễn Việt Nam.
Ông người làng Xuân Mỵ, tổng Xuân Hòa, huyện Minh Linh, tỉnh Quảng Trị, ngày nay thuộc huyện Gio Linh, tỉnh Quảng Trị.
Ông sinh ra trong một gia đình Nho giáo có tiếng. Cha là Nguyễn Xuân Hạ, một học sinh Quốc Tử Giám. Anh trai ông là phó bảng Nguyễn Xuân Bảng.Bản mẫu:Quốc Triều Khoa Bảng Lục Nhà xuất bản Văn Học trang 31
Nguyễn Phiên thi đỗ cử nhân khoa Canh Tý (1840), đổ tiến sĩ khoa Quý Mão (1843).
Năm 1842, ông được bổ làm hành tẩu bộ Lễ, rồi khảo quan trường thi Hương Hà Nội (1842). Sau khi đỗ tiến sĩ, ông được bổ làm biên tu ở Hàn lâm viện, sung Nội các, rồi thăng làm chủ sự bộ Công, trước tác Hàn lâm viện, sung làm khảo quan kỳ thi Hội Đinh Mùi(1847). Ông còn được thăng làm tri phủ Kiến An, tỉnh Định Tường.
Nguyễn Phiên mất ngày 3 tháng 8 năm Kỷ Dậu (1849).